# Vahagn Minasyan
Vahagn Minasyan (in armeno Վահագն Մինասյան?; Erevan, 25 aprile 1985) è un ex calciatore armeno, di ruolo difensore.

## Palmarès
- Coppa d'Armenia: 1

Ararat: 2008